# Corydoras punctatus
Corydoras punctatus, thường được gọi là cá chuột đốm, là một loài cá da trơn nước ngọt nhiệt đới thuộc chi Corydoras trong họ Callichthyidae. Loài này được tìm thấy ở các lưu vực của sông Suriname và Iracoubo, thuộc lãnh thổ Suriname và Guyane thuộc Pháp.
Tên của loài này, punctatus, mang ý nghĩa là "đốm/chấm nhỏ", đề cập đến phần hoa văn trên thân của nó.

## Mô tả
C. punctatus trưởng thành dài khoảng 5 - 6,5 cm. Chúng thường sống ở tầng đáy của các sông hồ, thích hợp với môi trường nước có độ pH từ 6,0 đến 8,0, độ cứng của nước khoảng 2 - 25 dGH và nhiệt độ khoảng từ 22 đến 26 °C. Thức ăn chủ yếu của C. punctatus là giun, côn trùng, động vật giáp xác và rong rêu. Cá mái đẻ trứng trong thảm thực vật dày và không bảo vệ trứng. Ở C. punctatus trưởng thành, cá đực có xu hướng nhỏ hơn so với cá mái.
Tương tự như các loài khác trong Corydoras, C. punctatus cũng được nuôi làm cá cảnh. C. punctatus trước đây được cho là loài họ hàng Corydoras geoffroy.

## Sinh sản
Tới mùa sinh sản, cá mái giữ 2 - 4 quả trứng giữa vây bụng của nó, cá đực sẽ thụ tinh trong khoảng 30 giây. Sau đó, cá mái sẽ bơi đến một nơi thích hợp, nơi nó sẽ gắn những quả trứng rất dính lên bề mặt. Các cặp cá sẽ lặp lại quá trình này cho đến khi khoảng 100 quả trứng đã được thụ tinh.